# Vulkan Group
El Grupo Vulkan (ortografía propia: VULKAN Group) es una compañía alemana con tres divisiones de compañía: Vulkan Couplings, Vulkan Drive Tech y Vulkan Lokring. Sus productos comprenden acoplamientos  y elementos de conexión para líneas de refrigeración. El grupo tiene su sede en Herne en el área del Ruhr. Hoy la compañía está activa en más de 51 países y tiene 19 filiales, 50 agencias y cinco instalaciones de producción en todo el mundo.
El Hackforth Holding GmbH & Co. KG es la compañía que administra las filiales desde 2008.

## Historia
Al final de Primera Guerra Mundial en 1918, el Heinrich Behrend la compañía estuvo tomada encima y la compañía estuvo rebautizada Dortmunder Vulkan AG. Los acoplamientos se usan en transmisiones de molinos, grúas, barcos, locomotoras, presas y winches. La inversora diseñada por Otto Hegemann introdujo una nueva época en la fabricación de elementos marina.
La fábrica de máquinas Hackforth & Co. en la antigua Wanne-Eickel se hizo cargo de la producción para la empresa Vulkan en 1941. La Segunda Guerra Mundial puso fin al primer capítulo del desarrollo de ambas empresas.
En 1945, comenzó la reconstrucción del sitio en Heerstraße, la actual sede de la empresa en Alemania.
Desde la década de los 1970, numerosas filiales se han establecido. La compañía,se convirtió en una sociedad limitada y comerciado bajo el nombre Vulkan Kupplungs- und Getriebebau Bernhard Hackforth GmbH & Co. KG. 1978 vio el principio de diversificación: La compañía Vulkan Lokring Rohrverbindungen GmbH & Co. KG se fundó. 
Para armonizar la gama global de productos y para optimizar la estrategia de marketing, el negocio del Vulkan el grupo estuvo dividido al siguientes tres divisiones empresariales en 2008: VULKAN Couplings, VULKAN Drive Tech, VULKAN Lokring.

## Aplicaciones & de productos

### Aplicaciones marinas y generadores
Vulkan Couplings es la división a cargo de las aplicaciones marinas y de generadores. Entre sus productos están los acoplamientos altamente flexibles, dampers, fustes para aplicaciones marítimas y generación de energía estacionaria. Esta división también proporciona servicios como el análisis de vibración torsional de sistemas de propulsión, servicios in situ para arranque de sistemas, mantenimiento e inspecciones de campo.

#### Propulsión marina
Este es el segmento empresarial  VULKAN Couplings tiene la actividad de ventas más fuerte en el grupo. Los barcos con propulsión diésel o diésel-eléctrica (tanto para motores principales y auxiliares) tienden a usar acoplamientos altamente flexibles, también ofrecen ejes de composite fustes, bancadas elásticas, embragues y servicios de reducción de la vibración y ruidos.
La compañía también está desarrollando ingeniería para el sistema de propulsión híbrido en lo que se denomina proyecto VULKAN HYBRID ARCHITECT, que ofrece soluciones personalizadas donde Vulkan es el integrador de sistemas.
Algunos ejemplos de barcos que instala estos productos son el barco de combate litoral de clase Independence de la marina de los EE. UU., la draga "Inai Kenanga", el barco hospital Esperanza del Mar, ejes de materiales compuestos para el VectRA, para los remolcadores de clase 3000, acoplamientos para el remolcador Herakles, el FPSO "Ariake", acoplamientos para el Pioneering Spirit o acoplamientos altamente elásticos para el proyecto de e-ferry de la UE dentro del programa H2020.

#### Producción de energía estacionaria
Entre las aplicaciones de tierra (soportes de motores flexibles y rígidos) hay plantas estacionarias de ptencia, generadores de emergencia y de contenedores, estaciones de potencia nuclear...
Los productos principales son para motores con bancadas flexibles (en esta configuración con un motor montado elásticamente, los acoplamientos VULKARDAN E, RATO S o RATO R pueden utilizarse según los requisitos particulares de la instalación) y para soportes rígidos pueden ser utilizados acoplamientos RATO DG, RATO S, RATO R y VULKARDAN G según los requisitos del sistema.

### Soluciones de potencia industrial
La división de soluciones de potencia industrial es Vulkan Drive Tech y produce acoplamientos flexibles, acoplamientos rígidos, embragues y frenos industriales, sistemas de ejes, topes y soportes elásticos para aplicaciones industriales. Estos productos se utilizan en estas áreas principales:
- En Oil & Gas, como solución de accionamiento para todos los pasos involucrados en la cadena de procesos de Oil & Gas: acoplamientos rígidos flexibles, altamente flexibles y torsionales, sistemas de frenos para ventiladores, sopladores y sistemas de grúas.
- En minería, acoplamientos y sistemas de freno para máquinas de excavación y limpieza, sistemas de transporte, excavadoras de rueda de cangilones, apiladores y recuperadores, agitadores y separadores, sistemas de clasificación y molinos.
- En el manejo de materiales a granel, principalmente grúas pórtico EOT, la empresa proporciona acoplamientos para ejes de alta y baja velocidad, frenos de servicio y emergencia, topes y ruedas libres.
- Para la Industria del Hierro y el Acero, principalmente en maquinaria de fundición y laminación, acoplamientos flexibles y rígidos, así como frenos y topes.[15]
- Los generadores hidráulicos y eólicos suelen tener frenos de rotor de eje de alta velocidad.

### Refrigeración y aire acondicionado
La división Vulkan Lokring tiene una tecnología patentada para conectar elementos para líneas de refrigerante. Este tipo de unión consta de uniones de tubo no soldadas y no desmontables. Se utiliza en sistemas de refrigeración y aire acondicionado industrial, aparatos de refrigeración y acondicionamiento de automóviles. Esta tecnología fue inventada por la NASA para instalarla en el transbordador espacial y la patente se compró más tarde para su uso en aplicaciones civiles.